# 클로이 브리지스
클로이 브리지스(Chloe Bridges, 1991년 12월 27일 ~ )는 미국의 배우이다.

## 출연 작품
- 게임 오버, 맨! (2018)
- 에어플레인 모드 (2018)
- 더 파이널 걸스 (2015)
- 나이트라이트 (2015)
- 섹스코치 (2014)
- 페어런트 트레이닝 (2013)
- 캐리 다이어리 (2013)
- 워스트. 프롬. 에버. (2011)
- 캠프 락 2: 마지막 콘서트 (2010)
- 포겟 미 낫 (2009)
- 리걸리 브론디스 (2009)
- 롱샷 (2008)